# Gefüllte Kalbsbrust

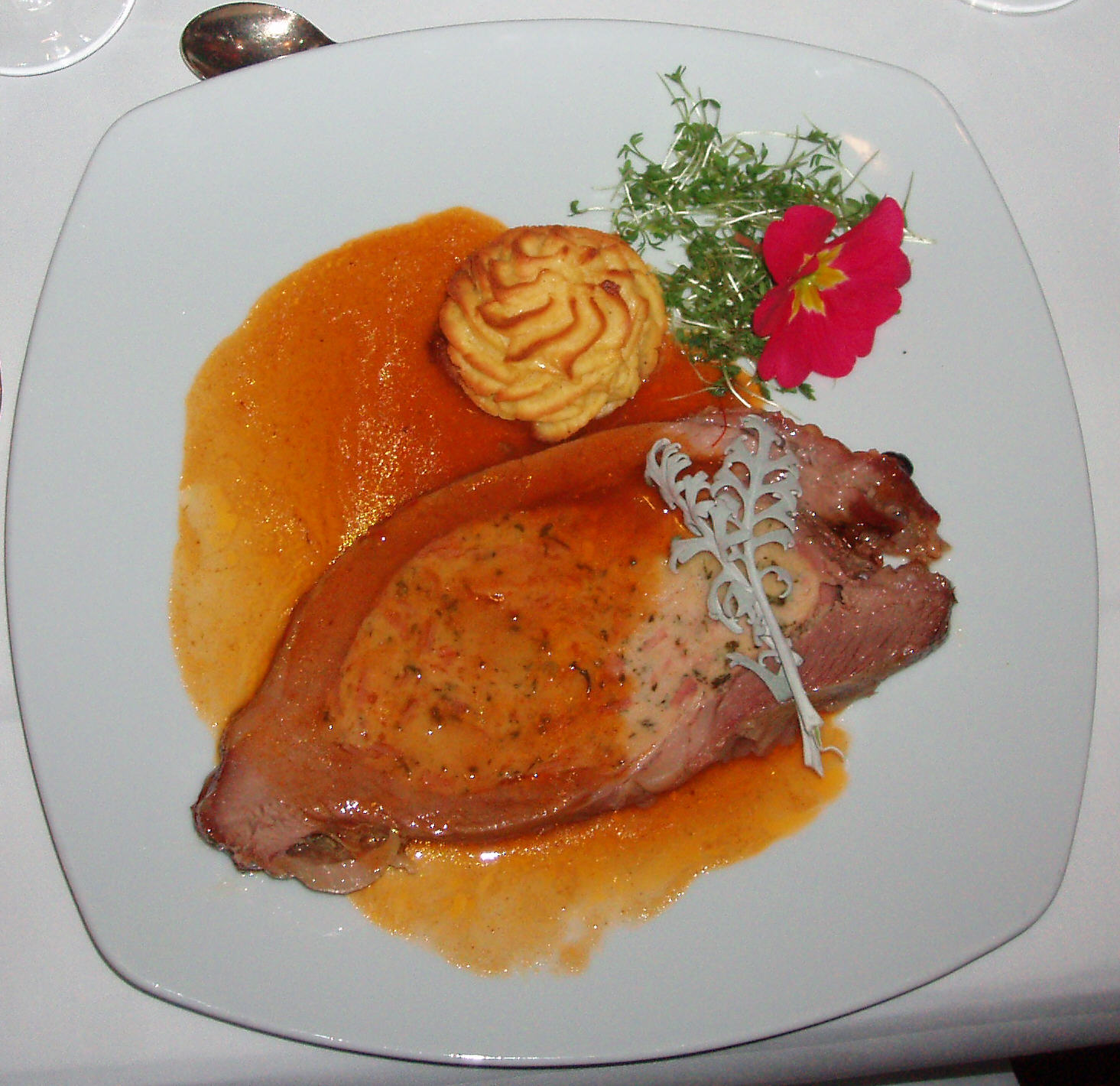
Gefüllte Kalbsbrust mit Herzoginkartoffel, Sauce und Garnitur

Gefüllte Kalbsbrust ist ein traditionelles Fleischgericht der österreichischen, wie auch der badischen und schwäbischen Küche. 

## Zubereitung
Zuerst wird in eine Kalbsbrust (ohne Knochen) mit dem Messer eine Tasche eingeschnitten und das Fleisch dann mit Salz und Pfeffer eingerieben. Für die Füllung nimmt man in Würfel geschnittene und in Milch eingeweichte Semmeln, Eier, Butter, nach Geschmack auch kleingeschnittene Champignons oder auch angeröstete Kalbsleber; gewürzt wird mit Salz, Pfeffer, Petersilie und Muskatnuss. Danach wird das Ganze zu einer Masse vermischt und in die zuvor geschnittene Tasche der Kalbsbrust gefüllt, die Öffnung zugenäht und die Brust für mehrere Stunden kühl gestellt.
Anschließend schmort man den Braten mit Wurzelgemüse und gegebenenfalls auch mit Rotwein. Laut Kofranek muss die Kalbsbrust langsam gebraten werden, da sonst das Fleisch zerreißt und die Fülle austritt.